# Deisme
Deisme (Latin: Deus = Gud) er betegnelse for troen på, at der findes en gud, men at denne ikke griber aktivt ind i verdens gang. Gud har skabt verden som et perfekt funktionelt system, der kan køre af sig selv, hvorfor Gud derfor ikke aktivt behøver at gribe ind i verden. 
Dette gudsbegreb står inden for monoteismen, men i kontrast til f.eks kristendommens og jødedommens  gudsbegreber. Deismen  følger dog jødedommen og kristendommen på en del vigtige punkter, da den også hævder, at Gud har skabt verden og står uden for verden, men da den i en forstand ser verden som et perfekt urværk, der kører af sig selv uden Guds indgriben, adskiller den sig ligeledes på afgørende punkter fra disse tre religionsopfattelser. Deisme var en rationaliseret måde at se kristendommen på, som var skabt på kritikken af kristendommen i oplysningstiden. Nu mentes det, at Gud havde skabt verden og naturlovene men ikke griber ind. Man begyndte at se på religiøs tolerance, religionsfrihed. Eksempelvis mener Ludvig Holberg, at Gud er naturen selv, og verden har skabt sig selv. Også filosoffer mente, at man skulle begrunde ud fra en antireligiøs tankegang, man skulle bruge rationalet. 
Yderligere påstår opfattelsen, at teologien udelukkende skal bygge på rationalet uden henvisning til åbenbaringer, (da disse er umulige ifølge deismen), eller autoriteter.
Opfattelsen opstod i 1600-tallet og var især udbredt hos oplysningsfilosofferne.